# Ch
Ch es un dígrafo del alfabeto latino utilizado en varios idiomas para representar diversos sonidos, cuyo nombre es femenino (la "ce hache" o la "che", plural las "ches"). En español, representa una consonante africada postalveolar sorda, /t̠͡ʃ/, y fue considerada la cuarta letra y tercera consonante del alfabeto español entre 1754 y 2010.
Es la segunda letra del alfabeto mixteco y el alfabeto quechua, la tercera del alfabeto guaraní y la cuarta del alfabeto chamorro y el alfabeto chabacano, y la sexta del alfabeto choctaw. En otros idiomas este sonido se escribe como una sola letra, como la č del checo. Antes de 1815, se usaba también en unos vocablos de origen griego y hebreo para representar [k].

## Historia
Su origen se remonta al uso que hacían los latinos en las traducciones griegas de la letra ji (Χ, χ) cuyo sonido no existía en latín: v.g. Christo, chorus, orchestra, Achilles, technologia, etc. El valor fonético original era [kʰ]. El uso de ch para representar [t̠͡∫] se originó en la Edad Media en el francés antiguo. A fines del siglo XI, se introduce la grafía francesa ch en español para representar el fonema palatal africado sordo [c͡ç].
En la Ortografía de la lengua española de 1754 comenzó a considerársele como una letra del alfabeto español y partir de la publicación de la cuarta edición del Diccionario de la lengua española en 1803, el dígrafo ch tuvo un apartado propio en esa obra debido a su valor fonético exclusivo. Durante el X Congreso de la Asociación de Academias de la Lengua Española celebrado en Madrid en 1994, y por recomendación de varios organismos, se acordó reordenar los dígrafos ch y ll en el lugar que el alfabeto latino básico les asigna, aunque todavía seguían formando parte del alfabeto. Como parte de las innovaciones aparecidas en la publicación de la Ortografía de la lengua española de 2010, tanto la ch como la ll dejaron de considerarse letras individuales, y el alfabeto español ya no las incluye más. Esto no supone, de ninguna manera, que desaparezcan de la escritura: simplemente, dejan de contarse entre las letras del abecedario.

## Uso fonético
En el estándar fonético de España, y de buena parte de América, la ch representa una consonante africada postalveolar sorda.
En España y América existen otras realizaciones para ch que podemos resumir del modo siguiente: una realización fricativa de tipo [ʃ] (como la ch francesa o portuguesa), una africada apicoalveolar de tipo [t͡s][cita requerida] (el punto de articulación coincide con el de [s] en España), y otra africada palatal con fase fricativa muy débil que suena algo así como [t] seguida de una [j] muy breve. La variante fricativa, [ʃ], se produce principalmente en posición intervocálica («leche», «muchacho») y es típica de muchas zonas de Andalucía y también de zonas de la ribera caribeña (partes de Cuba, República Dominicana, Puerto Rico y Panamá), además del noroeste de México (Chihuahua, Sonora, Sinaloa, Baja California). La realización [tʲ] se articula con una [t] alveolar seguida de un elemento palatal muy breve; la oclusión se produce en la zona predorsal, con la lengua casi plana y la punta descansando en los incisivos inferiores. Esta es la variante típica de las Islas Canarias y también, al menos, de algunos hablantes de la República Dominicana, de Colombia y Puerto Rico. La otra variante comentada es una africada débil, donde el punto de articulación es más alveolar que palatal, dando un efecto acústico de tipo [t͡s]. Esta realización [t͡s] se oye de forma ocasional en España alternando con la variante prepalatal.[cita requerida] En Chile la realización fricativa [ʃ] suele ser asociada a estratos sociales bajos y a la falta de educación; debido a esta percepción, en este país se recurre a veces a la ultracorrección al pronunciar como [t̠͡ʃ] (ch) palabras originalmente con sonido /ʃ/ (sh), como sushi o show, pronunciados [ˈsu.t̠͡ʃi] y [ˈt̠͡ʃo̞u̯], respectivamente.

## En otros idiomas
El dígrafo ch representa sonidos diferentes en cada idioma. Se considera una letra separada en los idiomas bretón (donde representa [ʃ], una consonante fricativa prepalatal sorda), galés, checo y eslovaco (donde representa [x], una consonante fricativa velar sorda). No se considera una letra separada en los idiomas inglés ([t̠͡ʃ], [k], [ʃ]), francés ([ʃ], [k]), alemán ([x], [ç], [k]), italiano ([k] antes de e, i, como el dígrafo qu español), portugués ([ʃ]), neerlandés ([x]), sueco ([ɧ], [ɕ]; [k] o mudo en la conjunción «och») y vietnamita ([c] en inicio, [k̟] en fin de sílaba). El sistema pinyin de  la representación fonética del chino usa el dígrafo ch para representar el sonido [ʈ͡ʂʰ].

## Letras equivalentes
- Las letras cirílicas ч y ћ tienen sonidos similares al dígrafo ch.